# 자전거 도둑 (박완서)
자전거 도둑은 박완서가 1979년에 펴낸 동화이자, 1999년에 다시 펴낸 동화책 이름이다. 대한민국에서 어린이 권장도서로 선정되어 널리 알려졌다. 이 책은 아이들을 위한 동화가 아닌 어른들을 위한 단편들이였고, 그 이야기 중 아이들에게 읽혀도 될 만한것들을 모아 책으로 펴낸 것이다. 표지와 그림은 1962년 서울에서 태어나 추계예술대학교 동양학과를 졸업한 한병호 작가가 그렸다.

## 줄거리
시골에서 상경한 소년 수남이는 뒷길의 전기 용품점에서 일을 하고 있었다. 전기 용품점 주인 영감은 항상 그를 아껴주었다. 그러던 어느 날 바람이 몹시 심하게 불던 날에 그의 자전거가 넘어지는 바람에 옆에 세워진 한 신사의 자동차에 흠집을 내고 말았다. 신사는 수남이에게 수리비를 요구하지만 수남이가 내지 않으려 하자 신사는 그의 자전거에 자물쇠를 채우고, 곤란한 상황에 처한 수남이는 구경꾼들의 속삭임에 넘어가 본인의 자전거를 몰래 가지고 오게 됨으로써 자전거를 훔쳐 달아났다. 그러나 이를 본 전기 용품점 주인은 잘 했다며 오히려 칭찬을 하는 것이었다. 이런 전기용품점 주인을 수남이는 이해할 수 없었다. 주인 영감이 자신의 이익만을 생각하는 부도덕한 어른이라는 사실에 수남이는 실망을 하게 된다. 수남이는 도둑질만은 하지 말라던 아버지의 말씀과 도둑질로 순경에게 잡혀간 형의 모습이 떠오르며 죄책감을 느끼고, 결국 자신을 도덕적으로 견제해줄 아버지가 그리워져 고향으로 가기 위해 서울을 떠나는 것으로 끝난다.

## 화집
1999년에 펴낸 동화집 ‘자전거 도둑’은 1979년에 낸 동화집 ‘달걀은 달걀로 갚으렴’에서, 표제작 《자전거 도둑》을 비롯해 《달걀은 달걀로 갚으렴》, 《시인의 꿈》, 《옥상의 민들레꽃》, 《할머니는 우리 편》, 《마지막 임금님》등 동화 6편을 뽑아서 새롭게 낸 책이다